# Swæfheard
Swæfheard (fl. VII secolo) è stato un re del Kent, che regnò congiuntamente a Oswine, Wihtred e forse Swæfberht.

## Biografia
Lo statuto di Swæfheard, datato 1 marzo 689 nel secondo anno del suo regno, identifica suo padre come Sæbbi, re dell'Essex (ac consensu patris mei Sebbe regis). Fu testimone di due carte di Oswine, una delle quali è datata 27 gennaio 690. Regnava ancora insieme a Withred nel luglio 692, secondo Beda il Venerabile.